# Kanton Bessines-sur-Gartempe
Der Kanton Bessines-sur-Gartempe war ein  bis 2015 bestehender französischer Wahlkreis im Arrondissement Bellac, im Département Haute-Vienne und in der Region Limousin; sein Hauptort war Bessines-sur-Gartempe. Vertreter im Generalrat des Départements war ab 1976 Bernard Brouille (PS).
Der Kanton Bessines-sur-Gartempe war 156,61 km² groß und hatte 5129 Einwohner (Stand: 2013).

## Gemeinden
Der Kanton bestand aus fünf Gemeinden:
| Gemeinde              | Einwohner Jahr | Fläche km² | Bevölkerungsdichte | Code INSEE | Postleitzahl |
| --------------------- | -------------- | ---------- | ------------------ | ---------- | ------------ |
| Bessines-sur-Gartempe | 2030 (2013)    | 55,41      | 51 Einw./km²       | 87014      | 87250        |
| Folles                | 497 (2013)     | 31,18      | 16 Einw./km²       | 87067      | 87250        |
| Fromental             | 535 (2013)     | 22,65      | 24 Einw./km²       | 87068      | 87250        |
| Razès                 | 1189 (2013)    | 24,14      | 49 Einw./km²       | 87122      | 87640        |
| Saint-Pardoux         | 575 (2013)     | 48,59      | 12 Einw./km²       | 87173      | 87250        |